# Carlo Andreoli
Carlo Andreoli (Mirandola (Reggio Emilia), 8 de gener, 1840 - Reggio Emilia, 22 de gener, 1908), va ser un pianista i compositor italià.
Va ser un dels primers impulsors de la música de Johann Sebastian Bach a Itàlia, tant en concert com en activitats educatives; també va editar l'edició italiana de les obres de Beethoven, Muzio Clementi i Chopin.

## Biografia
Va néixer en la família musical d'Evangelista Andreoli; entre els seus germans recordem a Guglielmo senior i Guglielmo junior.
Després de rebre les seves primeres lliçons de piano i orgue del seu pare, el 12 d'abril de 1847, a l'edat de set anys, va debutar al Teatre Comunale de Mòdena en un recital de piano juntament amb el seu germà Guglielmo, d'onze anys. El 1852 es va matricular al Conservatori de Milà, on es va graduar sis anys més tard en piano amb el mestre Antonio Angeleri. Igual que el seu germà Guglielmo, tenia un talent excel·lent al piano, amb el qual va actuar amb èxit en diversos concerts a Londres. A partir de 1858 concerts tant com a solista com juntament amb Alfredo Piatti, Giovanni Bottesini, Camillo Sivori i Joseph Joachim.
Tanmateix, després de 1871, la seva salut l'obliga a romandre a Itàlia i al sud de França. El mateix any, i durant les dues dècades següents, va ser nomenat professor de piano al Conservatori de Milà, tenint com a alumnes Alfredo Catalani, Giuseppe Frugatta, Ugo Bassani, Francesco Giarda, Giuseppe Mascardi, Vico Ridolfi, Alfredo Cairati i Alfredo De Luca.
El 1872 va publicar, juntament amb el mestre Angeleri, un mètode per a piano, també traduït a nombroses llengües. De 1877 a 1887, amb l'ajuda del seu germà Guglielmo junior, va organitzar una sèrie de 96 concerts simfònics coneguts com els Concerts Populars Milanesos.
Després d'haver-se retirat de l'activitat l'any 1891 a causa d'una malaltia mental, va morir després de 17 anys d'hospitalització en un centre sanitari de Reggio Emilia. L'any 1910, per iniciativa de Giovanni Anfossi, es va inaugurar un bust en memòria seva al Conservatori de Milà, amb un epígraf dictat per Arrigo Boito.
L'escola de música municipal de Mirandola i la filharmònica de la ciutat porten el nom dels germans Carlo i Guglielmo junior Andreoli. L'any 1956 l'administració municipal de Mirandola va decidir posar-li el seu nom a un carrer.

## Obres
- Quattro notturni, op. 4-10-12-19
- Tre valzer, op. 5-15-18
- Impromptu, op. 11
- Scherzo, op. 13
- Romanze senza parole, op. 16-17
- Marcia militare, op. 20
- Serenata, op. 21

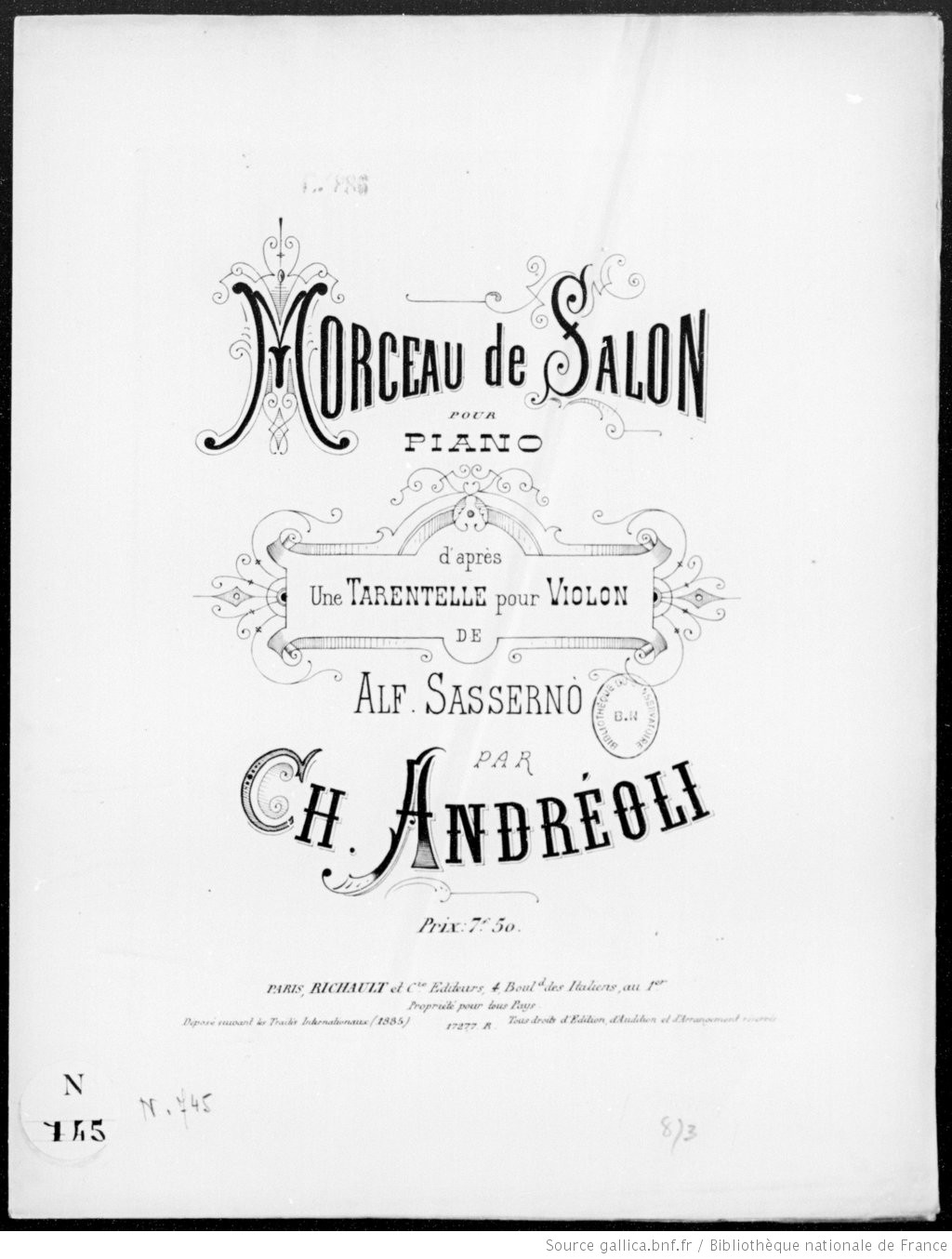
Charles Andréoli, Morceau de salon pour piano d'après une tarentelle pour violon (París, 1878)

- Duetto capriccioso, op. 22, per pianoforte e violoncello
- Cinque pezzi caratteristici, op. 23
- Tarantella e Valzer, op. 24
- Rêverie e Polonese, op. 25
- Sei romanze senza parole (premi "società del Quartetto di Milano")
- Studio elegiaco (per l'àlbum en memoria de Vincenzo Bellini)
- Tema con variazioni (1877)
- Studio melodico (1884)
- Morceau de salon (1885)
- Le stagioni (1888)
- Quattro danze (1888)
- Meditazione
- Alcune trascrizioni d'opera